# ほりかわひろき
ほりかわ ひろき（本名：堀川 裕樹（読み同じ）、1973年8月18日 - ）は、日本の俳優。新潟県燕市出身。血液型B型。かつては広栄に所属していた。

## 人物
映像団体「愛しあってる会（仮）」俳優部に所属し、主にインディーズ映画で活動している。妖怪ポップユニット「魍魎ズ」のメンバー（ホーリーアイ）。
2002年に設立した劇団「48BLUES」の立ち上げ時のメンバーだったが、2009年に退団。
2013年、主演短編映画「おっさん☆スケボー」が福岡インディペンデント映画祭2013にて、5分ムービー部門グランプリを受賞し、自身も主演男優賞を受賞した。また、同作は第6回したまちコメディ映画祭in台東でも準グランプリを受賞している。
中学のときにハマったスケートボードは今でも続いている。
18歳のときアコースティックギターを始める。映画監督の田村専一と「ほり&たむ」というユニットを組んでおりたまにライブを行っている。

## 出演

### 映画
- かしこい狗は、吠えずに笑う（2012年、渡部亮平監督） - 二宮裕慈 役
- できる子の証明（2013年、原田裕司監督）
- 死神ターニャ（2013年、塩出太志監督） - カメラマン 役
- 独裁者、古賀。（2015年、飯塚俊光監督）
- ロード・オブ・ツリメラ（2015年、塩出太志監督）
- アンダードッグ カウント3.1からのパイルドライバー（2015年、三代川達監督）
- ソーリーベイベー（2016年、田村専一監督）
- 野生のなまはげ（2016年、新井健市監督） - 野生のなまはげ 役
- 時時巡りエブリデイ（2017年、塩出太志監督）
- やっさだるマン（2018年、大森研一監督） - おじさん 吾郎 役
- ミドリムシの夢（2019年、真田幹也監督）- 駐車監視員シゲ役
- 童貞幽霊 あの世の果てでイキまくれ!（2019年11月15日公開、塩出太志監督、オーピー映画）‐ 渡辺 役
- サイキッカーZ（2022年、木場明義監督）- カツヒロ役
- 永遠の1分。（2022年、曽根剛監督）
- ミドリムシの姫（2022年、真田幹也監督）
- タイムマシンガール（2025年、木場明義監督）[4]

#### 短編映画
- ココロノオト（2011年、田村専一監督）
- 冬のアルパカ（2012年、原田裕司監督）
- おっさん☆スケボー（2013年、新井健市監督） - 主演・おっさん 役
- 鉄人ゲッパー（2015年、松村慎也監督） - 主演[5]
- ケンダマスター（2016年、新井健市監督） - 主演・けん玉おっさん 役
- dead friend（2016年、井坂優介監督） ※オムニバス「TEN GOODBYES」の一編
- たまえのスーパーはらわた（2018年、上田慎一郎監督） - 日暮弘樹 役 ※中編映画、吉本興業「地域発信型映画」
- 風鈴華山～Merry X'mas In Summer～（2018年、木島康博監督） - 池永亜美とW主演
- アメイジング受賞式（2019年、新井健市監督） - 使えないおっさん 役

### 舞台
- トム・プロジェクト「四谷怪談」（1999年、脚本/演出・山崎哲） - 宅悦 役
- TRASHMASTERS「TRASHMASTERS ON THE FLY」（2001年、脚本/演出・中津留章仁） - ロッキー 役
- 藤本企画「THEいじめ」（2001年、脚本/演出・藤本聡） - ロッキー 役
- 48BLUES 1stGIG「ホイサッサ」（2002年、脚本・古沢良太 演出・大浜小浜） - ロッキー 役
- 48BLUES 3rdGIG「キサラギ」（2003年、脚本・古沢良太 演出・大浜小浜） - イチゴ娘。 役
- 48BLUES 10thGIG「倒幕編SAKAMOTO」（2007年、脚本・市村圭蔵 演出・大浜小浜） - 坂本竜馬 役
- 48BLUES 10thGIG「佐幕編DOKATA…、と呼ばれて。」（2007年、脚本/演出・大浜小浜） - 近藤勇 役
- 東京ミーコ#1「いい嘘悪い嘘」（2012年、脚本/演出・大野泰広） - キヨシ 役
- 劇団田村「星になれると思ってた」（2017年、脚本/演出・田村専一）

### ラジオ
- マーブルの音（2009年4月 - 2010年3月、FM西東京）パーソナリティ